# ناو کلاس کاتوری
کروزر کلاس کاتوری (به انگلیسی: Katori-class cruiser) یک کلاس از کشتی است که طول آن ۱۲۹٫۷۷ متر (۴۲۵ فوت ۹ اینچ) می‌باشد.